# Perillus
Perillus (лат.) — род полужесткокрылых (подотряда клопов) из семейства настоящих щитников подсемейства Asopinae.

## Описание
Верхушка щитка расширена, равна ширине кориума полунадкрылий.

## Виды
В состав рода входят:
- Perillus bioculatus (Fabricius, 1775)
- Perillus circumcinctus Stål, 1862
- Perillus confluens (Herrich-Schaeffer, 1839)
- Perillus exaptus (Say, 1825)
- Perillus lunatus Knight, 1952
- Perillus splendidus (Uhler, 1861)
- Perillus strigipes (Herrich-Schaeffer, 1853)

## Распространение
Представители рода встречаются в Северной Америке. Один вид Perillus bioculatus интродуцирован в Азию.